# Иоасаф (Пашин)
Иоасаф Пашин (1818—1869) — архимандрит Пензенского Спасо-Преображенского мужского монастыря Русской православной церкви; педагог, ректор Пензенской духовной семинарии и духовный писатель.

## Биография
Родился 24 января (5 февраля) 1818 года в семье православного священника Смоленской епархии. Получил образование в Смоленской духовной семинарии и в Санкт-Петербургской духовной академии.
7 августа 1843 года Пашин постригся в монашество с именем Иоасаф и 16 августа того же года был посвящен во иеромонаха.
С 1843 года Иоасаф Пашин служил смотрителем в духовном училище в городе Красный Холм при Краснохолмском Антониевом монастыре, учителем в Смоленской духовной семинарии и был членом комитета для описания Смоленской епархии.
31 октября 1853 года отец Иоасаф был определен помощником ректора Полоцкой духовной семинарии. С 1853 по 1861 год преподавал миссионерскому отделению «Критическое обозрение сочинений, касающихся раскольнического учения».
29 июля 1856 года Иоасаф Пашин был возведен в сан игумена и назначен настоятелем Махировского Покровского монастыря.
3 сентября 1862 года он был назначен ректором и наставником богословских наук в Пензенской духовной семинарии и настоятелем Пензенского Спасо-Преображенского монастыря; 20 сентября возведен в сан архимандрита.
С 1863 года отец Иоасаф состоял председателем епархиального комитета об улучшении материального быта духовенства пензенской епархии и цензором епархиальных ведомостей.
Иоасаф Пашин скончался 18 июля 1869 года.